# Hara Yasusaburō

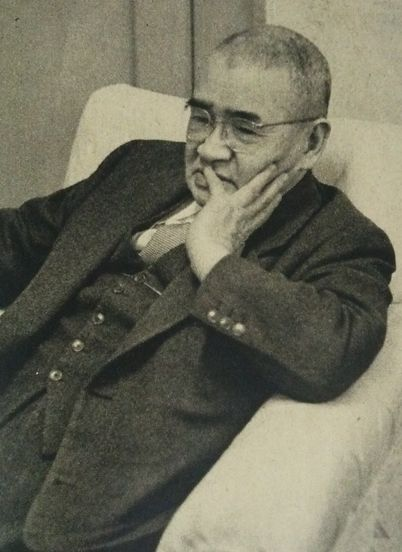
Hara Yasusaburō 1955

Hara Yasusaburō  (japanisch 原 安三郎; geboren 10. März 1884 in Tokushima (Präfektur Tokushima); gestorben 21. Oktober 1982) war ein japanischer  Geschäftsmann.

## Leben und Wirken
Hara Yasusaburō machte 1909 seinem Abschluss an der Waseda-Universität. Anschließend begann er, angeregt such eine persönliche Bekanntschaft mit Yamamoto Jōtarō (Geschäftsführer von Mitsui & Co., Ltd.) sich mit der Betriebswirtschaft zu beschäftigen. Nachdem er 10 Jahre lang für die Buchhaltung der pharmazeutischen Firma „Yakumaru Kanayama“ (薬丸金山) verantwortlich war, war er am Management von „Nippon Sulphur“ (日本硫黄, Nihon Iō), „Hokuriku Electric Power“ (北陸電力), „Nippon Hydropower“ (日本水力) usw. beteiligt. Seine Fähigkeiten wurden hoch bewertet. Als Yamamoto, der sich unabhängig gemacht hatte, dann in Schwierigkeiten geraten war, führte Hara die Reorganisation und der Wiederaufbau durch, eine große Managementleistung. 1941 war er an der kriegswichtigen Firma „Nihon kayaku seizō“ (日本火薬製造, jetzt „Nihon Kayaku“ (日本化薬)) beteiligt.
Nach dem Zweiten Weltkrieg wurde Hara 1946 Wirtschaftsprüfer der Firma, dann Geschäftsführer und 1960 Präsident. Neben seiner gleichzeitigen Tätigkeit in leitender Funktion in mehr als 40 Unternehmen, darunter „Nippon Kayaku“, wurde er zum Mitglied des „Central Public Office Appropriateness Examination Committee“ (中央公職適否審査委員会, Chūō kōshoku tekihi shinsa iinkai) und des „Cabinet Order Advisory Committee“ (政令諮問委員会, seirei shimon iinkai) gewählt. Weiter bemühte er sich um Unterstützung für die, die auf Anweisung der Besatzungsmacht von allen öffentlichen Ämtern ausgeschlossen worden waren.
Darüber hinaus wurde er zum ständigen Direktor der „Japan Business Federation“ (Keidanren), zum Vorsitzenden des „Trade and Industry Research Council“ (通商産業調査会,  tsūshō sangyō chōsa-kai), zum Direktor der „Industrie- und Handelskammer Tokio“ und zum Vorsitzenden des „National Railways Advisory Board“ (国鉄諮問委員会, Kokutetsu shimon iinkai) ernannt. So spielte er seine Rolle als Ältester in der japanischen Geschäftswelt.
Haras Vorfahren hatten eine hohe Stellung bei den Daimyō Hachisuka, die in Tokushima bis 1868 residierten. Die Stadt Tokushima ernannte Hara zum Ehrenbürger.